# Vejprty
Vejprty (en allemand : Weipert) est une ville du district de Chomutov, dans la région d'Ústí nad Labem, en Tchéquie. Sa population s'élevait à 2 872 habitants en 2021.

## Géographie
La commune de Vejprty s'étire le long de la frontière avec l'Allemagne. Son centre urbain se trouve à 29 km à l'est de Chomutov, à 75 km à l'ouest-sud-ouest d'Ústí nad Labem et à 111 km au nord-ouest de Prague.
La commune est limitée par l'Allemagne à l'ouest et au nord, par Kryštofovy Hamry et Kovářská à l'est, et par Loučná pod Klínovcem à l'ouest.

## Histoire
La première mention écrite du village de Vejprty remonte à 1506.

## Transports
Par la route, Vejprty se trouve à 25 km de Klášterec nad Ohří, à 39 km de Chomutov, à 102 km d'Ústí nad Labem et à 134 km de Prague.